# 주안 라포르타
주안 라포르타 이 에스트루크(카탈루냐어: Joan Laporta i Estruch, 1962년 6월 29일 ~ 스페인 바르셀로나)는 FC 바르셀로나의 회장이다. 2003년에서 2010년까지의 8년의 임기 중 네 번의 리그와 두 번의 UEFA 챔피언스리그를 포함 총 12개의 우승컵을 들었다.
자신이 창립한 라포르타 & 아르보스 로펌 소속의 변호사이며, 스페인 내의 대기업들을 고객으로 두고 있다. 콘스탄사 에체베리아와 결혼했으며, 세 아들로 폴, 길롐, 얀을 두고 있다.

## 같이 보기
- FC 바르셀로나